# 野田圭甫
野田 圭甫（のだ けいほ）は、大正時代に活躍したアマチュアの将棋指し。大道詰将棋及び鬼殺し戦法の生みの親とされる。六段。生没年などは不明である。

## 人物
大道で将棋講義をする野田は、紋付の羽織袴姿で白いひげを蓄えた老人であったという。
野田が大道で将棋講義を始めた時期に関しては2つの意見がある。1つは、大正末関東大震災の後、東京の盛り場で大道詰将棋をはじめたというものであり。もう1つは大正5年頃とするものである。
野田の商売のやり方は、まず詰将棋を出題して客を集め、次に「土居・関根もひとたまりもない」「鬼の坂田三吉もはだしで逃げ出す」などといって、途中まで鬼殺し（可章馬）戦法を講義する。鬼殺し戦法は途中で一旦不利になるような局面が存在するので、その所まで講義し「その後の応手はこの本を買ってください」ということで薄い定跡パンフレットを売るというものであった。
後には定跡講義よりも大道詰将棋の方が主となったという。